# Молоко птицы
«Молоко́ пти́цы» — российско-молдавский драматический фильм режиссёра Евгения Марьяна. Участник основного конкурса 32-го Открытого российского кинофестиваля «Кинотавр». Первая игровая картина, полностью снятая в Приднестровье.

## Сюжет
16-летний Андриан из верующей семьи живет в маленьком городке Приднестровья. В школе у него проблемы со сверстниками, а дома — с родителями. Андриан, когда-то певший в церковном хоре, втайне мечтает всё бросить и уехать вместе с другом в Италию, которую он воспринимает как символ освобождения от нынешней безысходности.
Но пока в его жизни — конфликты с местной шпаной, неожиданное предательство и попытки разобраться в непростых отношениях с матерью. В стремлении убежать от реальности Андриан проводит часы за изготовлением восковых ангелов и разговаривает со священником об испытаниях Христа.
Услышанное подталкивает его избавиться от своих грехов: грядет Страстная неделя, которая навсегда изменит жизнь Андриана…

## В ролях
- Виталий Назаренко — Андриан
- Елена Лядова — Виорика, мать Андриана
- Валериу Андрюцэ — Савелий, директор птицефабрики
- Камиль Хардин — Сержиу, мелкий криминальный авторитет
- Влада Ерофеева — Анна, одноклассница Андриана
- Дмитрий Тополь — Ион, друг Андриана

## Производство
Для Евгения Марьяна «Молоко птицы» стало дебютом в полнометражном игровом кино. По его словам, история Андриана во многом отражает его собственный жизненный опыт.
Марьян поступил на курсы в киношколу «Свободное кино», где начал работать над сценарием будущего фильма. На одном из питчингов киношколы проектом заинтересовался продюсер Роман Борисевич, глава кинокомпании «Коктебель» (ныне возглавляет кинокомпанию «План 9»). Съемки фильма проходили при финансовой поддержке Министерства культуры РФ и фонда развития современного кинематографа «Кинопрайм».
В 2019 году «Молоко птицы» было отмечено призом специальной секции «Work-in-progress», где представляют находящиеся на стадии завершения проекты, на 54-м международном кинофестивале в Карловых Варах.
Главную роль исполнил непрофессиональный актер и модель Виталий Назаренко. Марьян рассказывал, что искал на роль Андриана актера, лицо которого «должно было в равной степени отражать и современность, и что-то из Ренессанса — чистое, глубокое». Роль матери Андриана досталась российской актрисе Елене Лядовой, отметившей близость «Молока птицы» и фильмов Андрея Звягинцева.

## Награды
- Приз в секции «Work-in-progress» на 54-м международном кинофестивале в Карловых Варах (2019)
- Приз за лучшую операторскую работу (Николай Желудович) на 32-м Открытом российском кинофестивале «Кинотавр» (2021)[5]